# Max Slevogt
Max Slevogt (Landshut, 8 ottobre 1868 – Leinsweiler, 20 settembre 1932) è stato un pittore tedesco.
Pittore impressionista famoso soprattutto per i suoi paesaggi, è stato insieme a Lovis Corinth e Max Liebermann, uno dei massimi rappresentanti dell'en plein air nella colonia di artisti di Dachau.

## Biografia

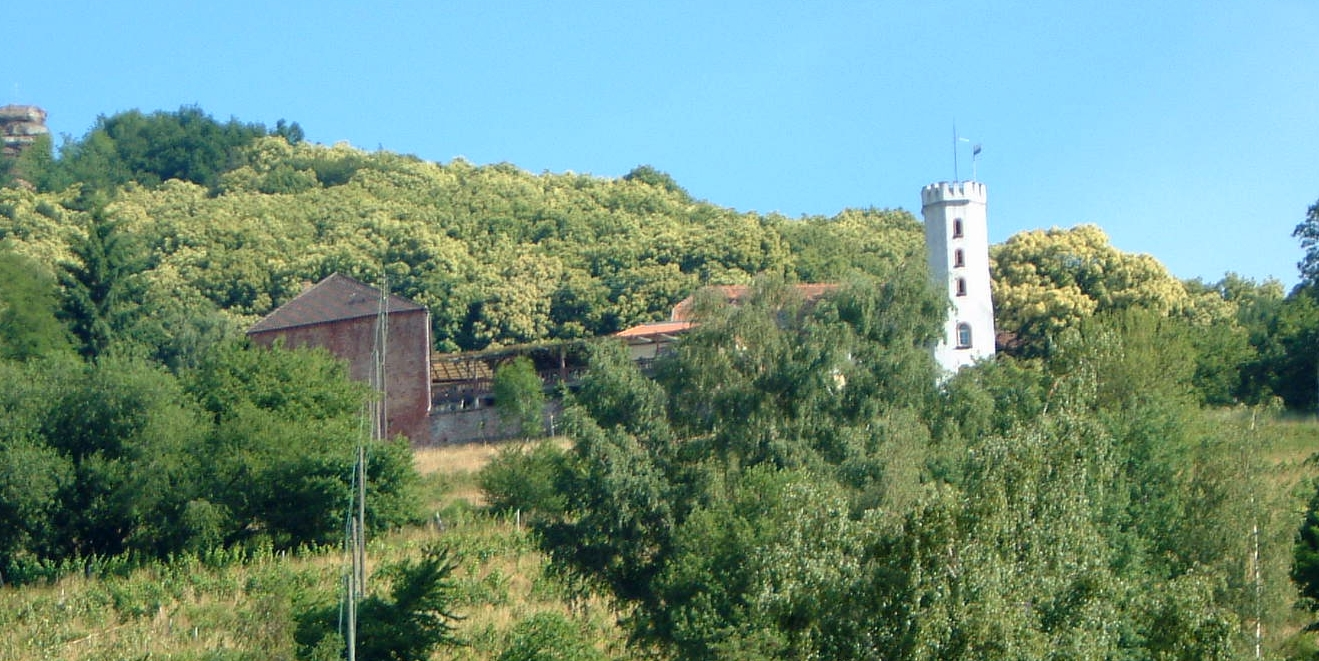
Slevogthof Neukastel, residenza estiva di Slevogt a Leinweiler

Nacque l'8 ottobre 1868 a Landshut, in Germania. Dal 1885 al 1989 studiò all'Accademia di Monaco di Baviera e i suoi primi dipinti furono tutti in bianco e nero, nel tipico stile della città di quegli anni. Nel 1889 visitò Parigi e iniziò a frequentare l'Académie Julian. Nel 1896 disegnò delle caricature per i periodici Simplicissimus e Jugend, mentre l'anno seguente fece la sua prima mostra individuale a Vienna.
Verso la fine degli anni '90 Slevogt arrivò al successo. Viaggiò di nuovo a Parigi, dove presentò nel padiglione tedesco di una mostra a livello mondiale il suo quadro Scheherezade e dove rimase molto colpito dai dipinti di Édouard Manet. Nel 1901 si unì alla Berliner Secession.
Durante un viaggio in Egitto nel 1914 realizzò 21 tra disegni ed acquerelli e nel ritorno si fermò in Italia. Nel giugno dello stesso anno acquistò la tenuta Neukastel. Dopo lo scoppio della prima guerra mondiale fu inviato come ufficiale-pittore sul fronte occidentale. L'esperienza che ne derivò fu tale che l'artista cambiò il proprio stile in modo tale da descrivere meglio gli orrori della guerra. Nello stesso anno divenne membro dell'Accademia Reale delle Arti di Berlino.
Ne 1924 disegnò lo scenario per l'opera di Mozart Don Giovanni per il teatro di Dresda. Nel 1929 venne organizzata una grande mostra in occasione del suo sessantesimo compleanno all'Accademia delle Arti di Prussia, a Berlino. Nell'ultimo anno della sua vita lavorò al murale religioso Golgotha nella chiesa della pace di Ludwigshafen, vicino al Reno. Sarà distrutto da un bombardamento durante la seconda guerra mondiale.
Morì in Germania nel 1932. Il suo corpo sarà poi sepolto nella cripta della famiglia Finkler vicino alla sua dimora a Neukastel, che sarà poi chiamata Slevogthof in suo onore.